# Célestin Moreau
Pour les articles homonymes, voir Moreau.
Célestin Moreau, né le 23 mars 1805 au château du Bois-d'Aix (Abilly) et mort le 12 février 1888 à Vannes, est un journaliste et écrivain français.

## Biographie
Pierre René Célestin Moreau est né au château du Bois-d'Aix, à Abilly (Indre-et-Loire), le 23 mars 1805, d'un père magistrat, René Ours Moreau, adjoint au maire de Loches, et de Catherine-Charlotte Giboreau de La Rousselière. Il est pensionnaire au collège royal de Poitiers et suit des études de droit à Paris. D'une famille ardemment royaliste, lui-même légitimiste, il renonce à la magistrature à la suite de la révolution de juillet 1830.
Il devient alors journaliste à fin de défendre la cause légitimiste et, dès l'année suivante, est appelé par Pierre-Sébastien Laurentie pour le seconder à la direction du Rénovateur. Il succède à Joseph-François Michaud en tant que rédacteur en chef de La Quotidienne après que Le Rénovateur se soit fondu avec. Moreau tient aussi la rubrique littéraire dans la revue catholique Le Correspondant au cours des années 1840 et 1850. En 1847, La Quotidienne fusionne avec La France et L'Écho français pour donner naissance au journal ultraroyaliste L'Union monarchique, qui prend le nom de L'Union dès l'année suivante. Moreau en devient alors rédacteur politique. Il quitte le journal en 1866 et se retire alors en province, successivement à Preuilly-sur-Claise, Poitiers, Landevieille, Chavagnes-en-Paillers et Vannes.
Il réalise en plusieurs volumes une Bibliographie des Mazarinades pour la Société de l'histoire de France et donne des éditions de mémoires du XVIIe siècle.
En 1846, il avait épousé la fille d'Alexandre Vattemare (1796-1864). Ils seront les parents de Henry Marie Célestin Moreau, homme de lettres et directeur de l'École de notariat de Paris.
Il décède le 12 février 1888 à Vannes.

## Œuvre
- Bibliographie des Mazarinades (Renouard)
- Choix de Mazarinades (Renouard, 1853)
- Les Prêtres français émigrés aux États-Unis (1856)
- Mémoires de Madame de La Guette (1856) [lire sur Wikisource]
- Mémoires de Henri de Campion (1857)
- Mémoires de Jacques de Saulx comte de Tavanne (1858)
- Mémoires du marquis de Chouppes, lieutenant général des armées du roi: suivis des Mémoires du duc de Navailles et de la Valette, pair et maréchal de France et gouverneur de monseigneur le duc de Chartres, 1630-1682 (1861)
- Histoire anecdotique de la jeunesse de Mazarin (1863)

## Sources
- Biographie de Célestin Moreau sur le site de la Bibliothèque Mazarine.
- Biographie de Célestin Moreau sur le site de la Bibliothèque nationale de France (Bnf).
- Patrick Manificat, « Pierre Célestin Moreau (1805-1888): un aristarque du Grand Siècle »
- « Bulletin de la Société de l'histoire de France », 1888